# Paul Anspach
Paul Anspach, född 1 april 1882, död 28 augusti 1981, var en belgisk fäktare.
Anspach blev olympisk guldmedaljör i värja vid sommarspelen 1912 i Stockholm.